# Bahnstrecke Breuil-Barret–Velluire
| Viaduc de Coquilleau |                      |                                                                               |                                                                               |
| Streckenverlauf |                      |                                                                               |                                                                               |
| Streckennummer (SNCF): | 528 000              |                                                                               |                                                                               |
| Kursbuchstrecke (SNCF): | 108                  |                                                                               |                                                                               |
| Streckenlänge: | 41,152 km            |                                                                               |                                                                               |
| Spurweite: | 1435 mm (Normalspur) |                                                                               |                                                                               |
| Maximale Neigung: | 12 ‰                 |                                                                               |                                                                               |
| |                      |                                                                               |                                                                               |
| \| \| \| Bahnstrecke La Possonnière–Niort von La Possonnière \| \| \| \| 118,80,0 \| Breuil-Barret \| 165 m \| \| \| \| \| \| \| \| 0,4 \| Bahnstrecke La Possonnière–Niort nach Niort (Abzw. Fontenay) \| Bahnstrecke La Possonnière–Niort nach Niort (Abzw. Fontenay) \| \| \| \| \| \| \| \| 3,9 \| Mère (Viaduc de Coquilleau; 127 m) \| Mère (Viaduc de Coquilleau; 127 m) \| \| \| 6,5 \| La Châtaigneraie \| 123 m \| \| \| ~6,6 \| Av. de Géneral de Gaule (ehem. N 138ter) \| Av. de Géneral de Gaule (ehem. N 138ter) \| \| \| 10,1 \| Antigny-Saint-Maurice \| 90 m \| \| \| \| \| \| \| \| \| Bahnstrecke Vouvant-Cezais–Saint-Christophe-du-Bois von St-Christophe-du-Bois \| \| \| \| \| \| \| \| \| 16,0 \| Vouvant-Cezais \| 99 m \| \| \| ~17,5 \| D 938t (ehem. N 138ter) \| D 938t (ehem. N 138ter) \| \| \| 17,9 \| Fougerais (Viaduc de Baguenard; 212 m) \| Fougerais (Viaduc de Baguenard; 212 m) \| \| \| 21,7 \| Bourneau-Mervent \| 93 m \| \| \| 24,1 \| Tunnel de Pissotte (632 m) \| Tunnel de Pissotte (632 m) \| \| \| 28,3 \| Vendée \| (46 m) \| \| \| ~29,5 \| D 948b (ehem. N 148) \| D 948b (ehem. N 148) \| \| \| 29,5 \| Entwidmungsende \| Entwidmungsende \| \| \| 29,6 \| Fontenay-le-Comte \| 24 m \| \| \| 30,9 \| Bahnstrecke Fontenay-le-Comte–Benet nach Benet \| Bahnstrecke Fontenay-le-Comte–Benet nach Benet \| \| \| 32,0 \| Entwidmungsende \| Entwidmungsende \| \| \| \| A 83 \| \| \| \| 35,0 \| Fontaines-Vendée \| 8 m \| \| \| ~38,4 \| D 938t (ehem. N 138ter) \| D 938t (ehem. N 138ter) \| \| \| \| Bahnstrecke Nantes-Orléans–Saintes von Nantes \| \| \| \| 41,2137,5 \| Velluire \| 7 m \| \| \| \| Bahnstrecke Nantes-Orléans–Saintes nach Saintes \| \| |                      |                                                                               |                                                                               |
| |                      | Bahnstrecke La Possonnière–Niort von La Possonnière                           |                                                                               |
| Bahnhof (Strecke außer Betrieb) | 118,80,0             | Breuil-Barret                                                                 | 165 m                                                                         |
| |                      |                                                                               |                                                                               |
| Abzweig geradeaus und nach links (Strecke außer Betrieb) | 0,4                  | Bahnstrecke La Possonnière–Niort nach Niort (Abzw. Fontenay)                  | Bahnstrecke La Possonnière–Niort nach Niort (Abzw. Fontenay)                  |
| |                      |                                                                               |                                                                               |
| Brücke über Wasserlauf (Strecke außer Betrieb) | 3,9                  | Mère (Viaduc de Coquilleau; 127 m)                                            | Mère (Viaduc de Coquilleau; 127 m)                                            |
| Bahnhof (Strecke außer Betrieb) | 6,5                  | La Châtaigneraie                                                              | 123 m                                                                         |
| Bahnübergang (Strecke außer Betrieb) | ~6,6                 | Av. de Géneral de Gaule (ehem. N 138ter)                                      | Av. de Géneral de Gaule (ehem. N 138ter)                                      |
| Haltepunkt / Haltestelle (Strecke außer Betrieb) | 10,1                 | Antigny-Saint-Maurice                                                         | 90 m                                                                          |
| |                      |                                                                               |                                                                               |
| Abzweig geradeaus und von rechts (Strecke außer Betrieb) |                      | Bahnstrecke Vouvant-Cezais–Saint-Christophe-du-Bois von St-Christophe-du-Bois | Bahnstrecke Vouvant-Cezais–Saint-Christophe-du-Bois von St-Christophe-du-Bois |
| |                      |                                                                               |                                                                               |
| Bahnhof (Strecke außer Betrieb) | 16,0                 | Vouvant-Cezais                                                                | 99 m                                                                          |
| Brücke (Strecke außer Betrieb) | ~17,5                | D 938t (ehem. N 138ter)                                                       | D 938t (ehem. N 138ter)                                                       |
| Brücke über Wasserlauf (Strecke außer Betrieb) | 17,9                 | Fougerais (Viaduc de Baguenard; 212 m)                                        | Fougerais (Viaduc de Baguenard; 212 m)                                        |
| Haltepunkt / Haltestelle (Strecke außer Betrieb) | 21,7                 | Bourneau-Mervent                                                              | 93 m                                                                          |
| Tunnel (Strecke außer Betrieb) | 24,1                 | Tunnel de Pissotte (632 m)                                                    | Tunnel de Pissotte (632 m)                                                    |
| Brücke über Wasserlauf (Strecke außer Betrieb) | 28,3                 | Vendée                                                                        | (46 m)                                                                        |
| Bahnübergang (Strecke außer Betrieb) | ~29,5                | D 948b (ehem. N 148)                                                          | D 948b (ehem. N 148)                                                          |
| | 29,5                 | Entwidmungsende                                                               | Entwidmungsende                                                               |
| ehemaliger Bahnhof | 29,6                 | Fontenay-le-Comte                                                             | 24 m                                                                          |
| Abzweig ehemals geradeaus, nach links und ehemals von links | 30,9                 | Bahnstrecke Fontenay-le-Comte–Benet nach Benet                                | Bahnstrecke Fontenay-le-Comte–Benet nach Benet                                |
| | 32,0                 | Entwidmungsende                                                               | Entwidmungsende                                                               |
| |                      | A 83                                                                          |                                                                               |
| Haltepunkt / Haltestelle (Strecke außer Betrieb) | 35,0                 | Fontaines-Vendée                                                              | 8 m                                                                           |
| Bahnübergang (Strecke außer Betrieb) | ~38,4                | D 938t (ehem. N 138ter)                                                       | D 938t (ehem. N 138ter)                                                       |
| Abzweig ehemals geradeaus und von rechts |                      | Bahnstrecke Nantes-Orléans–Saintes von Nantes                                 | Bahnstrecke Nantes-Orléans–Saintes von Nantes                                 |
| Bahnhof | 41,2137,5            | Velluire                                                                      | 7 m                                                                           |
| |                      | Bahnstrecke Nantes-Orléans–Saintes nach Saintes                               |                                                                               |

Die Bahnstrecke Breuil-Barret–Velluire war eine 41 km lange, eingleisige Eisenbahnstrecke im Westen von Frankreich. Sie verband in Südwest-Nordost-Richtung die Bahnstrecke Nantes-Orléans–Saintes im Süden mit der Strecke La Possonnière–Niort, die beide in Nord-Süd-Richtung verlaufend noch heute in Betrieb sind. Wichtigster Unterwegshalt auf drei Viertel der Strecke war der Trennungsbahnhof in der Kleinstadt Fontenay-le-Comte, ansonsten wird überwiegend dünn besiedelte, agrarisch geprägte Struktur berührt. Seit 1993 ist die Strecke entwidmet. Fontenay ist mit der Bahnstrecke Fontenay-le-Comte–Benet noch an das französische Schienennetz angeschlossen. Mit dem Bau der A 83 Ende der 1990er Jahre wurde die Trasse bei BK 34 zerschnitten.

## Geschichte

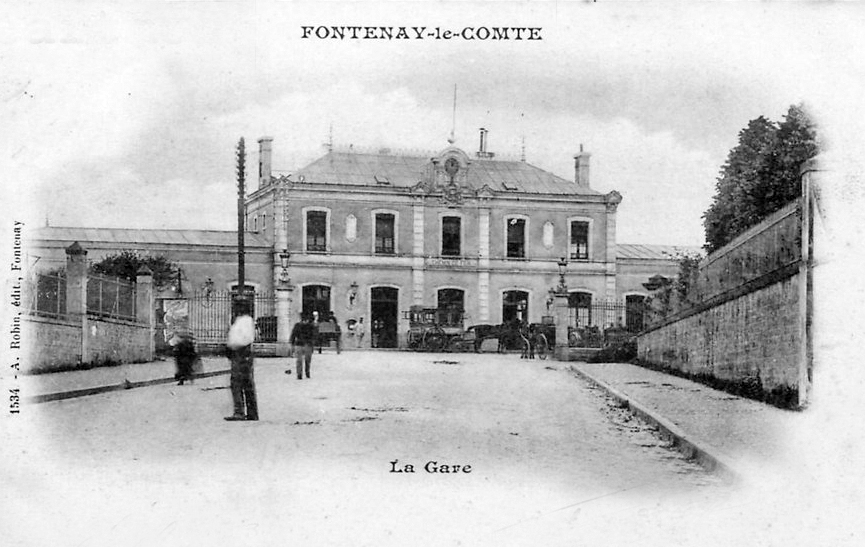
Bahnhof Fontenay, Postkarte um 1900

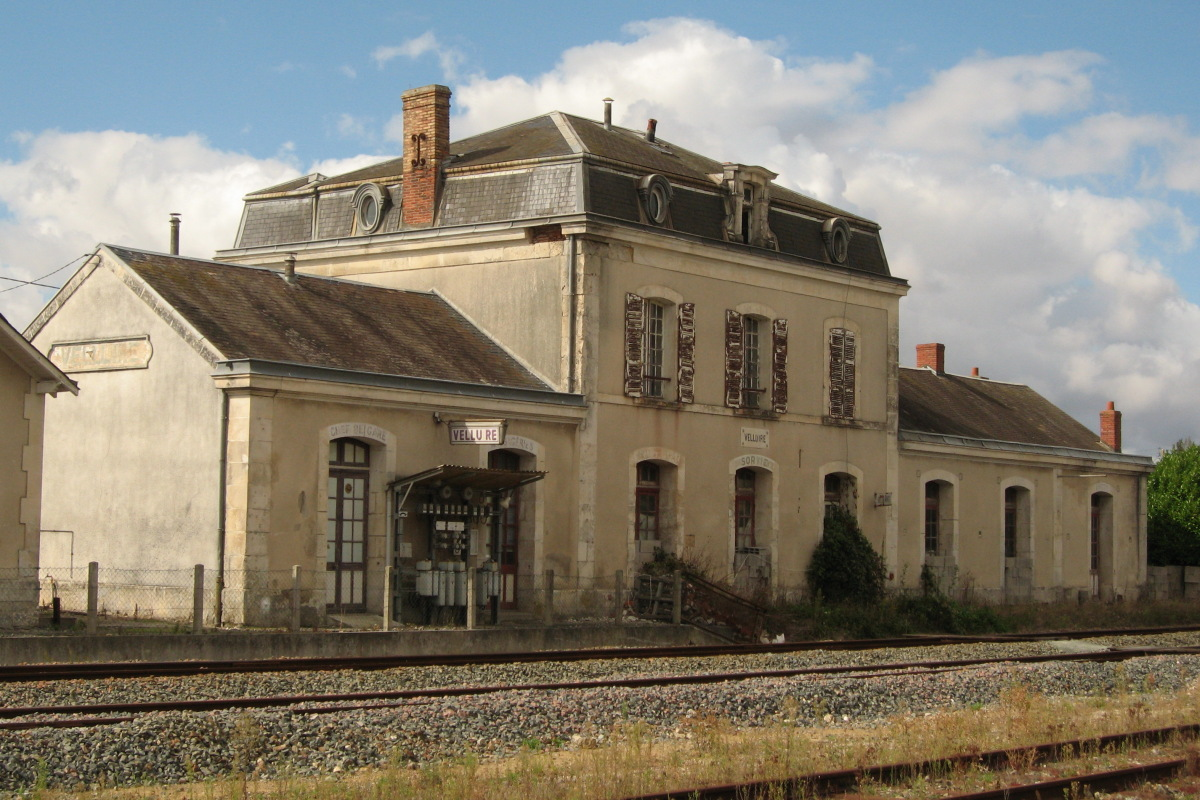
Bahnhof Velluire, 2007

Nach dem Freycinet-Plan sollte die Strecke mit der laufenden Nummer 79 Velluire mit Parthenay verbinden, doch wurde der Abschnitt zwischen Breuil-Barret und Parthenay aufgegeben. Sie wäre dabei in östliche Richtung weitgehend dem Verlauf der N 149, der heutigen D 949bis, gefolgt. Zu Beginn des 20. Jahrhunderts wurde dieser Abschnitt mit einer Lokalbahn bedient. Die Tramways Deux-Sevres (TDS) unterhielt von Parthenay aus in den Jahren 1899 bis 1920 einen Bahnbetrieb, der in Saint-Laurs auf die Bahnstrecke La Possonnière–Niort stieß.
Der Streckenbau wurde von der Staatsbahn Chemins de fer de l’État (ETAT) am 15. Juli 1879 für den südlichen Abschnitt begonnen, am 21. August 1882 auch für den längeren, nördlichen Teil. Der Bau der Strecke ging zügig voran und der Betriebsbeginn war am 17. Oktober 1881 für den ca. 10 km langen, südlichen Teil und am 18. Mai 1890 für das längere, nordöstliche Teilstück.
Mit zwei Brücken und einem Tunnel sind drei bemerkenswerte Bauwerke in die Strecke integriert:
- Das Baguenard-Viadukt ist mit seinen 172 Metern Länge das größste Bauwerk, das je im Rahmen des Freycinet-Plans gebaut wurde. Es wurde in den Jahren 1879 bis 1890 fertiggestellt und am 18. Mai desselben Jahres eingeweiht. Vielleicht war die Metallkastenbrücke zu unbedeutend, jedenfalls ist sie von den Bombenangriffen im Zweiten Weltkrieg verschont geblieben. 1967 wurde sie an die Gemeinde Vouvant abgetreten.

- Als bemerkenswertes Ingenieurbauwerk gilt das Coquilleau-Viadukt, das ab 1883 von der Firma Archambault begonnen und 1890 in Betrieb genommen wurde. Fast hundert Jahre wurde es bis 1986 benutzt, bevor es seit 1998 einem Unternehmen als Plattform für Bungeespringen dient.
- Der Tunnel de Pissotte ist 632 m lang und wurde als Natura-2000-Schutzgebiet eingestuft, da in ihm eine große Population von Fledermäusen lebt. Mehrere Fledermausarten finden hier ideale Bedingungen zur Überwinterung: Dunkelheit, Ruhe, geringe Temperatur- und Luftfeuchtigkeitsschwankungen. Es wurden über 2000 Individuen und zwölf registrierten Arten gezählt, darunter die Große Hufeisennase und die Europäische Bartfledermaus (Myotis mystacinus mystacinus),[6] eine Unterart der Kleinen Bartfledermaus, die kleinste in Europa. Damit zählt der Standort zu den wichtigsten in Frankreich und in Europa.[7] Der Eingang ist durch ein Stahlgitter gesichert und es ist strengstens verboten ihn zu betreten.[8]

Schon im ersten Kriegsjahr des Zweiten Weltkriegs wurde der Personenverkehr im März 1940 eingestellt, in den Jahren 1941 bis 1946 aber wieder eingeschränkt aufgenommen. Der Ausbau des Straßenverkehrs zwang die SNCF, die seit 1938 die Strecken betrieb, den Personenverkehr zugunsten von Busverbindungen aufzugeben. Zum 3. März 1969 war auch das südliche Teilstück davon betroffen.
Der Güterverkehr endete in mehreren Etappen: Am 18. April 1955 wurde der Verkehr im Abschnitt La Châtaigneraie–Fontenay-le-Comte eingestellt, am 1. Februar 1971 Fontenay-le-Comte–Velluire und am 1. April 1987 Breuil-Barret–La Châtaigneraie. Lediglich um den Bahnhof Fontenay ist noch Schienenverkehr erlaubt.